# Богнор Регіс
Богнор Регіс (англ. Bognor Regis), також відомий як Богнор — місто та морський курорт у Західному Сассексі на південному узбережжі Англії, за 56 миль (90 км) на південний захід від Лондона, 24 милі (39 км) на захід від Брайтона, 6 миль (10 км) на південний схід від Чичестера та 16 миль (26 км) на схід від Портсмута. Інші сусідні міста включають Літлгемптон та Селсі. Прилеглі села Фелфем і Олдвік тепер є передмістям Богнор-Регіса разом із Північним і Південним Берстедом. Згідно з переписом 2021 року, населення міста, включаючи Фелфем і Олдвік, становило 68 408 осіб.

## Етимологія
Богнор — одна з найстаріших зареєстрованих англосаксонських топонімів у Суссексі. У документі 680 року н. е. воно згадується як Bucgan ora, що означає берег Буджі (англосаксонська назва) або місце висадки.

## Історія
Богнор-Регіс спочатку називався просто Богнор, і був рибальським (і контрабандним) селом, з портом або гаванню на Олдінгборн-Райф, до XVIII століття, коли сер Річард Готем перетворив його на курорт та перейменував поселення в Готемтон, хоча це не прижилося. Вважається, що Готем і його новий курорт зображені в незакінченому романі Джейн Остін «Сандітон».
На пляжі між Богнор Регісом і Альдвіком знаходиться руїна плаваючого понтону, який колись був частиною бухти «Малберрі», що використовувались військами західних союзників для вторгнення до французького узбережжя в День Д 6 червня 1944 року. Ця частина бухти «Малберрі» відірвалася під час шторму 4 червня, напередодні запланованої переправи через Ла-Манш.

## Географія
Місто має кілька районів і будівель, які все ще пов'язують його з минулим. Визначними місцевими пам’ятками є готель Royal Norfolk і парк Готем.
Богнор Регіс має океанічний клімат, подібний до більшості Сполученого Королівства, хоча сонячніший і м’якший через його близькість до узбережжя. Богнор Регіс вважається найсонячнішим містом у Великобританії.  Крім перешкоджання літньому розвитку хмар, його прибережне розташування також запобігає екстремальним температурам. З 1960 року температури, зареєстровані в Богнорі, ніколи не падали. нижче −9,4 °C (15,1 °F)  (січень 1963) та не піднялася вище 31,5 °C (88,7 °F)  (червень 1976). Максимальна кількість опадів у Богнорі припадає на зимові місяці та досягає мінімуму влітку, що характерно для південного узбережжя Англії.

## Туризм

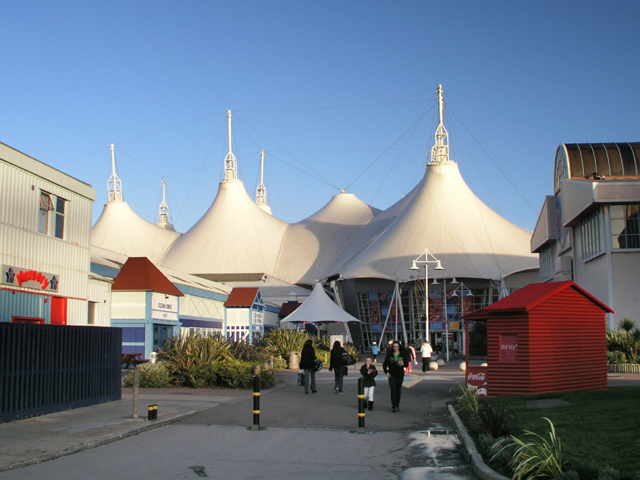
Butlin's Bognor Regis Resort

Біллі Батлін відкрив один зі своїх кемпінгів Butlin's у Богнорі у 1960 році. Пізніше цей кемпінг став відомим як Southcoast World, а з 1998 року відомий як курорт Butlin's Bognor Regis. У 1999 році Butlin's побудували великий критий парк розваг, конструкція якого схожа на Millennium Dome в Лондоні. У 2005 році був представлений новий готель The Shoreline, вартістю 10 мільйонів фунтів стерлінгів на курорті Богнор Регіс. Другий готель The Ocean відкрився влітку 2009 року. Третій готель Wave відкрився влітку 2012 року.
У 2017 році Міська Рада Богнор Регіса призначила окрему особу для просування туризму.